# Shweli
Lo Shweli (in birmano ရွှေလီမြစ်; cinese 瑞丽江S) è un fiume dell'Asia, conosciuto anche come Nam Mao (Shan: ၼမ်ႉမၢဝ်း; Tai Nuea  ᥘᥛᥳ ᥛᥣᥝᥰ), Ruili o Longchuan (cinese 龙川江S). Il fiume nasce sui Monti Gaoligong in Cina, per poi discendere verso sud e sud-ovest attraverso lo Yunnan; per 26 chilometri il fiume segna un tratto del confine tra Birmania e Cina, per poi entrare interamente in territorio birmano e attraversare lo Stato Shan e la Regione di Sagaing. Il fiume confluisce infine nel corso del più ampio Irrawaddy, il fiume più lungo della Birmania, a Inywa, circa 60 chilometri a nord di Tagaung e a sud di Katha.

## Storia
I popoli Dai, noti come Shan in Birmania, migrarono dallo Yunnan in Birmania seguendo il corso dello Shweli circa nel X secolo. I Maw Shan si stabilirono nella valle dello Shweli e fondarono lo Stato di Mong Mao, razziando e invadendo le terre centrali abitate dai Birmani; alcuni studiosi ritengono che il re Anawrahta di Bagan o Pagan (1044–1077) ridusse Mong Mao a uno Stato vassallo, sebbene nulla dimostri che il re di Mong Mao abbia mai dovuto riconoscere la sovranità del Regno Pagan. La caduta del Regno Pagan nel XIII secolo vide certamente una rinascita del potere degli Shan, e solo il re Bayinnaung (1551–1581) della dinastia di Toungoo riuscì a pacificarli e stabilire una volta per tutte la sovranità birmana sulle loro terre. Successivamente il re Hsinbyushin (1763–1776) della dinastia Konbaung resistette con successo, nel corso della guerra sino-birmana del 1765-1769, all'invasione di un esercito cinese sceso lungo le valli dei fiumi Shweli e Myitnge.
Nel corso del perdurante conflitto interno della Birmania nel XX secolo, il territorio a sud dello Shweli, circa 500-600 chilometri quadrati a nord di Namtu e da Namkham a ovest, cadde sotto il controllo del Partito Comunista della Birmania (PCB) dal 1968 al 1986. L'Esercito per l'Indipendenza Kachin (KIA) controllava l'area a nord dello Shweli, e l'Esercito dello Stato Shan (SSA) e l'Esercito di Liberazione dello Stato Palaung (PSLA) l'area più a sud. La valle del fiume Shweli e le colline intorno a Momeik e Mogok, con le loro miniere di rubini, erano state vecchie roccaforti del PCB sin dagli anni 1950, e la stessa Momeik fu catturata dai comunisti nel 1977. L'esercito birmano riconquistò il territorio all'inizio del 1987 e successivamente aprì al commercio di confine con la Cina.

## Flora e fauna

Carta del corso del fiume, con indicate le dighe e gli impianti idroelettrici realizzati su di esso

Ampie paludi si trovano lungo entrambe le rive dello Shweli alla confluenza con l'Irrawaddy. Le colline attorno al fiume sono ricoperte di specie di alberi a foglia larga del genere Terminalia e Shorea. L'anatra selvatica dalle ali bianche (Asarcornis scutulata), una specie in via di estinzione di anatra forestale, e la gru antigone (Antigone antigone) sono originarie dell'area del fiume Shweli. Il gaviale (Gavialis gangeticus), un coccodrillo, è stato avvistato l'ultima volta lungo il fiume nel 1927. È noto che il delfino dell'Irrawaddy (Orcaella brevirostris) si spinge fino a raggiungere gli affluenti superiori dell'Irrawaddy, incluso lo stesso Shweli.
Sulla base di indagini condotte nel 2003 e nel 2006, sono state raccolte 49 specie di pesci nel fiume Shweli e nei suoi affluenti in Cina. Combinando le specie studiate e gli esemplari nel museo dell'Istituto di Zoologia di Kunming, ci sono 60 specie in totale appartenenti a 8 ordini, 19 famiglie e 44 generi nel bacino del fiume Shweli, di cui 16 specie sono endemiche del bacino dell'Irrawaddy e 9 specie sono aliene. Per quanto riguarda la composizione il genere Cyprinidae è dominante, con 26 specie che rappresentano il 43,3% del numero totale di specie presenti nel fiume. Al secondo posto è presente il genere Sisoridae con 11 specie, che rappresentano il 18,3% del totale.

## Economia
La città birmana di Muse è collegata a quella di Ruili sul lato cinese del confine attraverso il corso dello Shweli. Un commercio tumultuoso di beni e servizi avviene tra le due città attraverso il "Ponte delle armi", così chiamato a causa dell'intenso trasferimento di armamenti dalla Cina al governo militare della Birmania che avviene tramite di esso. Il vecchio ponte è stato sostituito da uno nuovo più largo nel 2005. Gemme, in particolare giada, prodotti agricoli ed eroina illecita vengono esportati dalla Birmania in cambio di motociclette economiche e articoli per la casa dalla Cina.
Più recentemente, la coltivazione del riso ibrido cinese chiamato sinn shweli è stata imposta dalle autorità militari birmane agli agricoltori locali come parte della campagna di eradicazione dell'oppio; la maggior parte del raccolto viene esportata in Cina.
La diga Shweli I è stata messa in funzione lungo il corso del fiume nel 2008, come la prima delle tre dighe pianificate sul corso dei principali fiumi della Birmania. Il corso superiore del fiume in Cina ha abbondanti riserve idroelettriche: sono state costruite 18 centrali idroelettriche, per lo più a Tengchong, la più grande delle quali è la diga di Longjiang a Zhefang, vicino Mangshi, che è diventata operativa nel 2010. La presenza di queste dighe e la gestione delle acque è argomento di contrasto tra le autorità cinesi e birmane.